# Šipki
Šipki – wieś w Chorwacji, w żupanii krapińsko-zagorskiej, w gminie Lobor. W 2011 roku liczyła 114 mieszkańców.